# Sonata para violonchelo (Chopin)

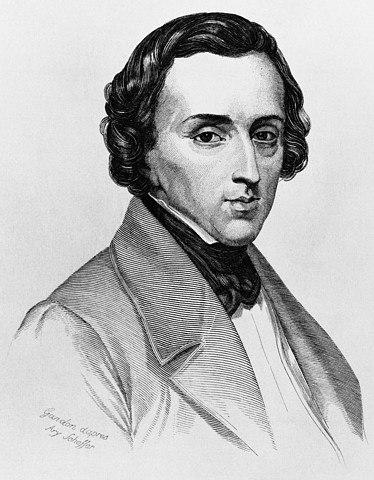
Chopin 1847

La Sonata para violonchelo y piano Op. 65 en sol menor, es una composición de música de cámara escrita por Frédérik Chopin entre 1845 y 1846.

## Historia de la composición
Chopin comenzó a escribir la Sonata para violonchelo y piano durante el verano de 1845 mientras estaba en Nohant, en la residencia de vacaciones de George Sand, donde solía pasar con ella los meses de verano. Al regresar a París, en una larga carta a su familia, les dijo que quería terminar la composición, además de otras ya iniciadas, y que la había ensayado varias veces con su amigo Auguste Franchomme, un famoso violonchelista.  La Sonata, sin embargo, no fue completada entonces por el compositor, que trabajó en ella varias veces; de hecho, en octubre de 1846 volvió a escribir a su familia diciendo que aún no estaba satisfecho con su obra, que a veces la dejaba de lado y luego la retomaba para perfeccionarla.  Este tipo de composición probablemente provocó preocupación y cansancio en el músico, que además afrontaba un empeoramiento de su frágil salud.
Pasaron otros ocho meses antes de la finalización real y el posterior envío de la obra a los editores. Durante ese período, Chopin tocó la Sonata varias veces, siempre con Franchomme, en su casa para sus amigos más próximos, incluidos Stephen Heller y la princesa Czartoryska, para probar su efecto en los oyentes. Esto era inusual en él, que nunca sometía sus obras a la opinión de otros, pero en esta ocasión era precisamente la particularidad de la composición, al no ser exclusivamente piano, lo que le preocupaba. 
La Sonata en sol menor fue la última obra que Chopin editó personalmente; la obra está dedicada a Auguste Franchomme, célebre violonchelista, con quien el músico tenía una amistad fraternal desde los primeros días de su llegada a París y que casi con certeza contribuyó a la redacción de esta obra con su asesoramiento técnico sobre las posibilidades del instrumento.  La composición fue interpretada durante el último concierto de Chopin en París el 16 de febrero de 1848, pero sólo se interpretaron el Scherzo, el Largo y el Final, eliminando el primer movimiento, el complejo y difícil Allegro moderato.

## Estructura y análisis

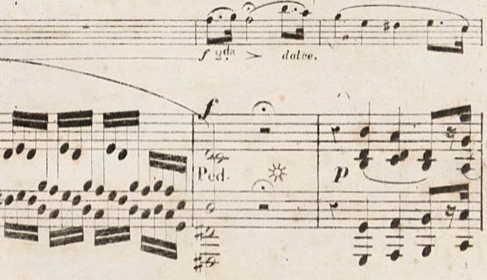
Compáses 8-10 de la Sonata para violonchelo y piano

La Sonata se divide en cuatro movimientos:
1. Allegro moderado
2. Scherzo: Allegro con brio (re menor)
3. Largo (si bemol mayor)
4. Final: Allegro

Chopin escribió pocas composiciones de cámara y siempre para conjuntos con piano; las primeras fueron escritas en su juventud, mientras que la Sonata en sol menor es una obra de su etapa de madurez, perteneciente a ese grupo de últimas obras que revelan el aspecto más experimental del compositor.
La obra es una de las composiciones de Chopin que nunca ha recibido la debida consideración, incluso hoy en día, y rara vez se interpreta en concierto. Cuando fue escrita era demasiado innovadora para ser entendida por el público y la crítica. Formalmente las Sonatas de Brahms parecen anteriores a la Sonata en sol menor, hasta el punto de que esta última presenta aspectos tan nuevos que resultan cercanos a las composiciones de principios del siglo XX. 
Casi siempre en las composiciones de Chopin en las que no sólo está el piano la parte reservada a este instrumento es preponderante, pero en la Sonata en sol menor, aunque importante, nunca domina al violonchelo que está en equilibrio con la escritura pianística. En el primer movimiento, Allegro moderato, se percibe una cierta preocupación por parte del autor por buscar la paridad entre los dos instrumentos y, aunque el piano se presenta con una escritura muy densa, el violonchelo tiene el protagonismo justo, expresándose de manera intensa y continua, lo que hace que la estructura del movimiento sea perfectamente homogénea. El tema principal tiene una línea melódica bien definida, en sol menor, y es particularmente vehemente, mientras que el segundo, en cambio, es más delicado y dulce en tono de sol mayor.  El movimiento tiene una escritura muy compleja, sobre todo desde el punto de vista armónico, hasta el punto de presagiar el estilo impresionista.
El Scherzo es un Allegro con brío al estilo de Beethoven y presenta un tema, más bien breve pero bien resaltado rítmicamente y siempre variado en numerosas transformaciones. El trío está confiado casi exclusivamente al violonchelo que ejecuta una amplia melodía acompañada por el piano. 
Pero el movimiento más interesante de la composición es el Largo que, con la brevedad de sólo 27 compases, presenta una atmósfera encantada similar a un nocturno, creando un memorable diálogo absorto y nostálgico entre los dos instrumentos. 
En el Final se reaviva el aspecto dramático y complejo propuesto en el movimiento inicial con soluciones sorprendentes y que presenta también un notable momento contrapuntístico en la parte dedicada al desarrollo. El tema principal se deriva de un Canon en fa menor que el compositor probablemente había escrito en 1839, pero que dejó inacabado y que se utiliza precisamente para un pasaje de "canon" entre piano y violonchelo y luego invertido entre violonchelo y piano. El planteamiento se intensifica en la Coda que tiene aspectos fuertemente emocionales y que conduce a una conclusión positiva y suntuosa de la composición. 